# Sheraton Xiamen Hotel
Le Sheraton Xiamen Hotel (廈門喜來登酒店)  est un gratte-ciel d'environ 110 mètres de hauteur  et de 28 étages, construit à Xiamen dans le sud-est (province du Fujian) de la Chine en 2006.
Il abrite un hôtel 5 étoiles de la chaine Sheraton avec 360 chambres.
C'est l'un des hôtels les plus luxueux et des plus coûteux de Xiamen.